# Leksvik
Leksvik é uma comuna da Noruega, com 430 km² de área e 3 511 habitantes (censo de 2004).